# Hogna placata
Hogna placata là một loài nhện trong họ Lycosidae.
Loài này thuộc chi Hogna. Hogna placata được Carl Friedrich Roewer miêu tả năm 1959.